# Catherine Marsal
Catherine Marsal (* 20. Januar 1971 in Metz) ist eine ehemalige französische Radrennfahrerin, Weltmeisterin und heutige Trainerin. Sie war in den 1990er Jahren neben Jeannie Longo die beherrschende Rennfahrerin Frankreichs.

## Leben
Catherine Marsal begann im Alter von acht Jahren mit dem Radsport. Sie wurde als erstes Mädchen nach fünf älteren Brüdern geboren und wollte diesen beweisen, wozu ein Mädchen fähig sein kann. Ihren ersten nationalen Titel gewann sie mit 13 Jahren, und mit 16 Jahren wurde sie Juniorinnen-Weltmeisterin im Straßenrennen bei den Straßenradsport-Weltmeisterschaften 1987 in Bergamo.
1990 war das Jahr von Catherine Marsal: Sie wurde Straßenweltmeisterin im japanischen Utsunomiya, gewann die Tour of Texas, die Tour de l’Aude, den Giro d’Italia Femminile, die Norwegen-Rundfahrt, die Tour de la CEE féminin sowie den französischen Meistertitel.
Marsal wurde viermal Weltmeisterin, 9-mal französische Meisterin auf Bahn und Straße und nahm viermal an Olympischen Spielen teil. Im Laufe ihrer Karriere errang sie rund 150 Siege und stand bei Weltmeisterschaften auf Bahn und Straße insgesamt elfmal auf dem Podium.
Am 19. April 1995 stellte Catherine Marsal auf der Radrennbahn von Bordeaux einen neuen Stunden-Weltrekord (47,112 km) auf und verbesserte damit den Rekord von Jeannie Longo um 800 m.
Catherine Marsal fuhr als Straßen-Profi Rennen bis 2004, u. a. im Saturn Cycling Team gemeinsam mit Petra Roßner. 
Wegen einer Knochenkrankheit musste Marsal den aktiven Radsport beenden. Heute ist sie als Trainerin tätig und lebt in Kopenhagen, wo sie an der dortigen Universität Ernährungswissenschaften studierte.